# 프란티셰크 란게르

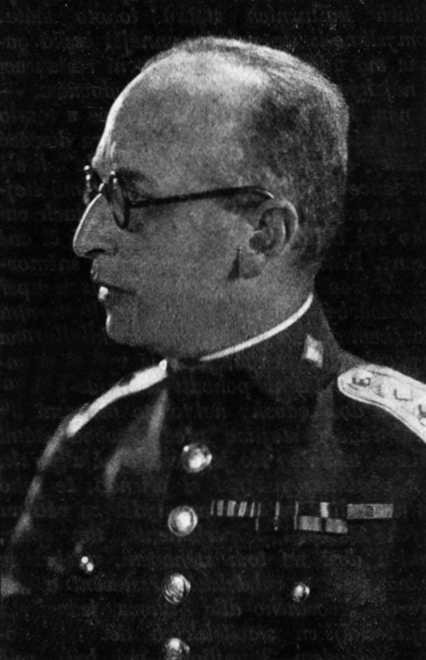
프란티셰크 란게르

프란티셰크 란게르(체코어: František Langer, 1888년 3월 8일 ~ 1965년 8월 2일) 체코의 소설가 겸 극작가이다.
프라하에서 태어나 대학에서 의학을 전공하였다. 제1차 세계 대전 직전에 《성자 벤세스라스》와 《밤》을 신고전주의 스타일로 썼다. 란게르의 최초의 사실극인 《백만장자》(1915년)는 현대 자본주의자들을 비판하는 내용의 글이다. 군 전역 후 매우 대중적인 희극을 발표했다. 《바늘구멍으로 들어가는 낙타》, 《유한책임 결혼》(1934년) 등에서 고전 희극의 구성을 좇아 코믹한 상황으로 발전시키고 있는데, 유머와 발랄한 생명감에 넘쳐 있는 소시민과 중산층의 생활에서 아이러니를 발견할 수 있다. 란게르의 명성은 실험극 《교외》(1925년)로 해외에까지 전해졌다. 죄와 벌의 문제를 해결하려는 이 작품은 그의 다른 작품에서와 마찬가지로 정의를 찾는다는 것이 중요한 모티브가 되어 있다.